# Hambarine
Hambarine (szerbül: Хамбарине), falu Bosznia-Hercegovinában, Bosanska krajina területén, Prijedor községben, a Szerb Köztársaságban. 

## Fekvése
Bosznia-Hercegovina északnyugati részén, Banja Lukától légvonalban 47, közúton 60 km-re északnyugatra, községközpontjától légvonalban és közúton 5 km-re délnyugatra, a Szana bal partjától nyugatra fekvő dombvidéken, 135–275 méteres tengerszint feletti magasságban fekszik. Több, szétszórt, kis településből áll. A helységhez a következő települések és falvak tartoznak: Juričke, Habibovići, Gornja Mahala és Donja Mahala.

## Népessége
| Nemzetiségi csoport | Népesség 1991 | Népesség 2013 |
| ------------------- | ------------- | ------------- |
| Szerb               | 52            | 52            |
| Bosnyák             | 2768          | 1139          |
| Horvát              | 7             | 6             |
| Jugoszláv           | 26            | 0             |
| Egyéb               | 23            | 41            |
| Összesen            | 2876          | 1238          |

## Története
A település 1878-ig tartozott az Oszmán Birodalomhoz, ekkor a berlini kongresszus határozata alapján az Osztrák-Magyar Monarchia része lett. 1879-ben az első osztrák-magyar népszámlálás során a Prijedori járáshoz, és Ljubija községhez tartozó településnek 95 háztartása, 552 ortodox lakosa volt. 1910-ben a településen 109 háztartást 555 muszlim és 52 ortodox szerb lakost találtak. A monarchia szétesésével 1918-ban előbb a Szerb-Horvát-Szlovén Királyság, majd 1929-től a Jugoszláv Királyság része. 1921-ben a községnek 119 háztartása és 618 lakosa volt. Jugoszlávia megszállása után a falu a Független Horvát Állam (NDH) része lett. 
1945-től a település a szocialista Jugoszlávia része volt. 1963-ig Ljubija község része volt. A boszniai háború idején a település a Boszniai Szerb Köztársasághoz tartozott. 1992. május 22-én fegyveres öt-hat boszniai szerb katona részvételével egy boszniai-muzulmán ellenőrző ponton, Hambarine közelében incidens történt. Még aznap a szerbek tankkal érkeztek a faluba, és ultimátumot adtak a falubelieknek, hogy adják át fegyvereiket. A harckocsi négy lövedéket lőtt ki azon az éjszakán a falura. Hambarine és Ljubija térségében 1992. május 23. és július 1. között több embert megöltek. Május 23-án sugározták a Radio Prijedor adását, amelyben több azonosított személyt megadásra szólítottak fel, és figyelmeztettek arra, hogy a nem szerbek birtokában lévő összes fegyvert adják át a hatóságoknak, különben Hambarinét megtámadják. Dél körül több órán keresztül különböző irányokból ágyúzták a falut. A régi mecsetet megtámadták. Több órányi tüzérségi tűz után a szerb erők egy-két harckocsi támogatásával bevonultak a területre. Rövid ideig tartó időszakos harcok után a helyi boszniai muszlim vezetők begyűjtötték a megmaradt fegyvereket, valamint a területvédelmi alakulatokhoz és a helyi rendőrséghez tartozó fegyverek nagy részét a falu lakóitól és átadták a szerb erőknek. 
Ezt követően a boszniai muszlim lakosság elhagyta Hambarinét, és Čarakovo, Zecovi, Rizvanovići, Rakovčani és Donja Ljubija falvakba, valamint néhányan a Kurevo melletti erdőbe menekültek. A falu kiürülésével egy időben a szerbek elkezdték kifosztani és pusztítani a bosnyák vagyont. Az éjszaka folyamán lebombázták Gornji Volar és Šurkovac falvakat. A Hambarine – Prijedor útvonalon legalább 50 házat megrongáltak vagy megsemmisítettek a szerb erők. A Hambarine elleni május 23-i támadásban részt vevő egységek közé tartoztak az 1. Krajinai hadtest egységei, köztük a 6. Krajnai dandár és a 43. gépesített dandár, a prijedori biztonsági rendőrség (SJB), az intervenciós részleg és a boszniai szerb félkatonai csoportok tagjai. A volt Jugoszláviával foglalkozó nemzetközi büntetőtörvényszék szerint a Ratko Mladićot többek között népirtás bűntettében bűnösnek kimondó per során a muszlimok lemészárlása mellett bebizonyosodott, hogy 1992. május 21-én és 23-án a boszniai szerb erők bombázták Hambarinét. A bíróság az 1992. május 21-i támadást követően tulajdon, köztük értékek, autók, traktorok ellopásában találta bűnösnek a Hambarine elleni támadásban résztvevőket. Az áldozatok valamennyien boszniai muszlimok voltak. 1992. május 23. és július 1. között a szerb erők Hambarine és Ljubija térségében legalább hat boszniai muszlimot öltek meg.
A daytoni békeszerződést követő területfelosztásnál a település Prijedor község részeként a Szerb Köztársaság területéhez került.

## Oktatás
A faluban általános iskola működik. Az általános iskola területén működik egy humanitárius és nonprofit szervezet, a Hambarine Ifjúsági Központ.

## Nevezetességei
A régi mecset története a 18. századra nyúlik vissza, 1936-ban restaurálták. Az oszmán uralom idején kőből készült, hagyományos, fából készült minarettel. A prijedori iszlám közösség nyilvántartásában szereplő információk szerint 1992. május 22. és 23. között égett le. Tetőzete és minaretje, valamint a teljes berendezés megsemmisült, a falak a szabad ég alatt álltak. A külső falak a tetővonalig állva maradtak. Az új mecsetet 2008. augusztus 8-án avatták fel.

## Fordítás
- Ez a szócikk részben vagy egészben  a   Hambarine című spanyol Wikipédia-szócikk ezen változatának fordításán alapul.  Az eredeti cikk szerkesztőit annak laptörténete sorolja fel. Ez a jelzés csupán a megfogalmazás eredetét és a szerzői jogokat jelzi, nem szolgál a cikkben szereplő információk forrásmegjelöléseként.